# 吳羽侯
吴羽侯（？—？），广东广州府南海县军籍。

## 生平
万历二十八年（1600年）庚子科广东乡试二十九名举人，曾任永丰县教谕，四十七年（1619年）己未科進士，兵部觀政，未仕。

## 家族
曾祖吴明，寿官。祖父吴道南，儒生。父吴孔讓。